# Ţāmiyah
Ţāmiyah är en ort i Egypten.   Den ligger i guvernementet Faijum, i den centrala delen av landet, 70 km söder om huvudstaden Kairo. Antalet invånare är 46 866.
Terrängen runt Ţāmiyah är platt. Runt Ţāmiyah är det tätbefolkat, med 790 invånare per kvadratkilometer. Det finns inga andra samhällen i närheten. Trakten runt Ţāmiyah består till största delen av jordbruksmark.